# منتخب تركمانستان تحت 17 سنة لكرة القدم
منتخب تركمانستان تحت 17 سنة لكرة القدم هو ممثل تركمانستان الرسمي في المنافسات الدولية في كرة القدم في فئة كرة قدم تحت 17 سنة للرجال، يديريه اتحاد تركمانستان لكرة القدم.